# ZIL-157
ZIL-157 byl sovětský nákladní automobil, využívaný převážně armádou. Projekt byl hotov v roce 1954, sériová výroba začala v roce 1958, ukončena byla v roce 1991 a poslední kus sjel z výrobní linky až v roce 1994. Bývá zaměňován se svým předchůdcem ZIL-151, ze kterého, podobně jako ZIL-164, převzal pouze s minimálními úpravami kabinu.
Používán byl jako transportér, obrněný transportér, jako nosič raketometů Kaťuša, též jako nosič radaru. Důvodem jeho neobvykle dlouhé výroby a služby byla spolehlivost a jednoduchost s minimální údržbou. I proto vydržel ve výrobě 25 let souběžně se svým nástupcem ZIL-131, který jej posléze nahradil. Celkem bylo vyrobeno 797 834 ks v různých modifikacích. Konstrukce podvozku byla z části převzata z předchozího typu, který částečně vycházel z amerického Studebaker US6.
Čína Zil 157 okopírovala a díky tomu vznikl Jiefang CA-30, což byla téměř úplná kopie Zilu, až na několik nevýrazných detailů.

## Technické parametry
Zil-157K měl náhon 6×6, byl dlouhý 6 725 mm, široký 2 340 mm, vysoký 2 787 mm, celková hmotnost 10 450 kg, nosnost v terénu 2 500 kg, hmotnost přívěsu při 2 500 kg zátěži – 3 600 kg, motor je benzínový řadový stojatý šestiválec s kombinovaným mazáním, kapalinovým chlazením s uzavřeným oběhem, objem motoru 5,55 l, výkon 109 k, kroutící moment 334 Nm. Udávaná spotřeba je 42 l/100 km.
Reálná spotřeba (například u spojovacího vojska ČSLA) byla 98 l/100 km.

## Verze
- ZIL-157 – základní model.
- ZIL-157V – se dvěma palivovými nádržemi, každou na 150 l.
- ZIL-157G – s elektronickým zařízením pro různé vojenské účely
- ZIL-157E
- ZIL-157EG
- ZIL-157K – modernizovaný model s motorem 109 koní a dalšími vylepšeními
- ZIL-157KG
- ZIL-157KE
- ZIL-157KD – další vylepšení.
- ZIL-157KDV
- ZIL-157KDE
- ZIL-157KE (Э) – exportní verze ZIL-157K.
- ZIL-157KYU – exportní verze ZIL-157K, přizpůsobená tropickým podmínkám
- ZIL-157L
- ZIL-157YU – exportní verze ZIL-157, přizpůsobená tropickým podmínkám
- ZIL-MM3–4510 – na sklápěč ZIL-157KD.